# Asteni
Asteni är en medicinsk term för symtomen av kraftlöshet, matthet eller orkeslöshet med muskelsvaghet. Psykisk asteni kallas psykasteni, och kroppslig somasteni.
Begreppet asteni har tidigare varit vanligt i psykiatrisk litteratur  men används, liksom diagnosen neurasteni, inte i diagnosförteckningarna DSM-IV (från 1994) eller DSM-5 (från 2013). Termen används alltjämt i vissa fall, exempelvis av Läkemedelsverket  i en sammanställning om biverkningar av statinbehandling för att sänka hög kolesterolhalt.
Muskulär asteni kallas också myasteni.